# 施米斯贝格
施米斯贝格是德国莱茵兰-普法尔茨州的一个市镇。总面积1.67平方公里，总人口219人，其中男性108人，女性111人（2011年12月31日），人口密度131人/平方公里。